# Novopetrivka, Novîi Buh
Novopetrivka (în ucraineană Новопетрівка) este un sat în comuna Barativka din raionul Novîi Buh, regiunea Mîkolaiiv, Ucraina.

## Demografie
Componența lingvistică a localității Novopetrivka
     Ucraineană (95,28%)
     Română (3,3%)
     Rusă (1,42%)
Conform recensământului din 2001, majoritatea populației localității Novopetrivka era vorbitoare de ucraineană (95,28%), existând în minoritate și vorbitori de română (3,3%) și rusă (1,42%).